# Oettingen in Bayern
Oettingen in Bayern (eller: Oettingen i.Bay.) er en by i Landkreis Donau-Ries i Regierungsbezirk Schwaben i den tyske delstat Bayern, med knap 5.200 indbyggere. Den er administrationsby i Verwaltungsgemeinschaft Oettingen in Bayern.

## Geografi
Byen ligger ved floden Wörnitz, der er en biflod til Donau, og ligger ved den nordlige kant af Nördlinger Ries, et kæmpe meteoritkrater på omkring 25 km diameter.

### Inddeling
- Erlbach
- Heuberg
- Lehmingen
- Niederhofen
- Nittingen
- Oettingen